# Dreaptă de înălțime
Dreapta de înălțime este locul geometric al pozițiilor posibile ale unei nave, pe mare, într-un moment dat. Se utilizează în cazul determinării punctului adevărat al navei cu înălțimi la aștri. Este tangenta geometrică la cercul de înălțime în punctul determinativ  și înlocuiește, în rezolvarea pe hartă a problemei, o porțiune de arc din acest cerc. Înlocuirea arcului cu o dreaptă nu dăunează preciziei, deoarece raza cercului de înălțime este foarte mare (1500–4000 mile marine) și arcul înlocuit este foarte mic, de o parte și de alta a punctului de tangență. Toate elementele de trasare ale dreptei de înălțime pe hartă se determină din observații la astrul respectiv și prin calcul. Luând înălțimi simultane la 2—3 aștri și trasând pe harta de navigație dreptele de înălțime corespunzătoare, rezultate din calcul, se obține la intersecția lor punctul adevărat al navei. Ziua, poziția navei se poate determina cu 2—3 înălțimi succesive la Soare, luate la intervale de timp convenabile (minimum 2 ore) una de alta, prin transportul și intersectarea dreptelor de înălțime obținute, după reguli stabilite. Metoda dreptelor de înălțime permite să se determine simultan latitudinea și longitudinea adevărată a punctului navei. În practica navigației se folosește adesea o singură dreaptă de înălțime în anumite condiții, pentru: determinarea distanței parcurse pe un drum neschimbat, determinarea derivei după parcurgerea unei distanțe mari, determinarea distanței de trecere față de un pericol de navigație, aterizarea pe un punct de la coastă etc., în fiecare caz alegând pentru observare aștri cu azimut convenabil scopului, știut fiind că dreapta de înălțime este perpendiculară pe azimutul astrului.